# Sans-Souci (Haïti)

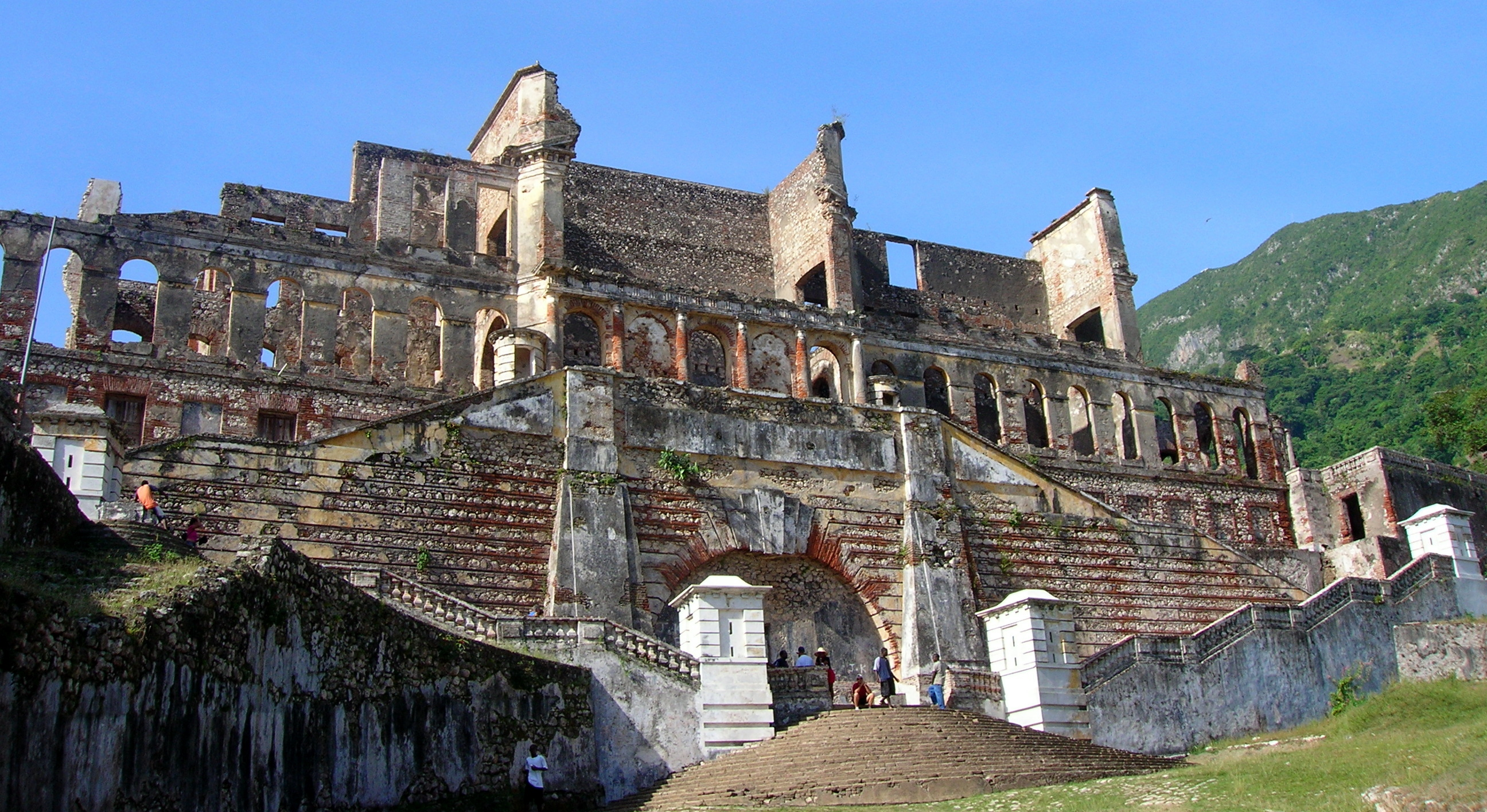
Voorkant van het paleis Sans-Souci

Sans-Souci (uit het Frans: "Zonder zorgen") is een voormalig paleis in het noorden van Haïti. Het is in het begin van de 19e eeuw gebouwd door Henri Christophe, de latere koning Hendrik I. Na een aardbeving in 1842 ligt het in ruïnes. Sinds 1982 behoort het tot het Werelderfgoed, als onderdeel van het Nationaal historisch park Citadel, Sans-Souci, Ramiers.
Het paleis is gebouwd tussen 1810 en 1813. Het ligt in de plaats Milot. Dichtbij ligt de Citadel Laferrière, die ook door Hendrik I gebouwd is.
Zowel de naam als de bouwwijze zijn afgeleid van het paleis Sanssouci in Potsdam. Het paleis werd gekoeld door water uit een bergbeek door buizen onder de vloer te leiden. Het complete terrein neemt 8 hectare in beslag. Hier bevonden zich een drukkerij, weverijen, een hospitaal, scholen, een distilleerderij en militaire barakken.
Nadat hij een beroerte had gehad, pleegde Hendrik I op 8 oktober 1820 in dit paleis zelfmoord. Volgens de overlevering deed hij dit door een zilveren kogel door zijn hoofd te schieten. Hij werd begraven in de Citadel Laferrière.
Tegenwoordig worden de ruïnes door toeristen bezocht. De geschiedenis van Hendrik I in dit paleis wordt getoond in de film Royal Bonbon uit 2002 van Charles Najman.
- Virtual International Authority File: 172970541